# Херцеговински санджак
Херцеговинският санджак (на турски: Hersek Sancağı) е санджак в Османската империя, съществувал от 1470 до 1833 година и заемащ приблизително територията на историческата област Херцеговина.

## История
Създаден е през 1483 година с окончателното анексиране на Херцогството на Свети Сава, когато става част от Румелийския еялет, а през 1580 година е включен в новосъздадения Босненски еялет. През 1833 – 1851 година е самостоятелен Херцеговински еялет. Адиминистративен център първоначално е Фоча, а от 1572 година – Плевля.